# Beuterausch
Beuterausch (englischer Originaltitel: The Woman) ist ein Roman des US-amerikanischen Schriftstellers Jack Ketchum aus dem Jahr 2010. Co-Autor war Lucky McKee, Regisseur der Romanverfilmung aus dem Jahr 2011. Er ist die zweite Fortsetzung des Romans Beutezeit um eine in den Vereinigten Staaten lebende Kannibalen-Sippe sowie eine direkte Fortsetzung zu Ketchums Roman Beutegier.

## Handlung
Direkt nach den Ereignissen des vorangegangenen Romans rettet sich die namenlose Frau und letzte Überlebende der Kannibalenfamilie in die naheliegenden Wälder. Dort lebt sie einige Zeit in einer dunklen Wolfshöhle und kommt nur zum Jagen heraus. Auf einem nächtlichen Jagdausflug wird sie von dem nach außen biederen Anwalt Chris Cleek entdeckt. Der Patriarch regiert jedoch seine nach außen hin harmonische Familie mit eiserner Hand und unterdrückt seine Ehefrau Belle und seine älteste Tochter Peggy, die ohne sein Wissen von ihm schwanger ist. Nur Brian, der pubertäre, einzige männliche Spross der Familie, hat gewisse Freiheiten.
Chris lässt von seiner Familie ein Verlies in einem alten Kellergewölbe einrichten und fängt die Frau. Er kettet sie an, verliert bei dem Versuch sie zu bändigen aber einen Finger, den sie verspeist. Unter dem Vorwand, sie „zivilisieren“ zu wollen, erniedrigt und demütigt er die Frau. In die Quälereien wird seine gesamte Familie hineingezogen. Eines Nachts schleicht er sich zu ihr und vergewaltigt sie.
Peggys Lehrerin Genevieve Raton fällt auf, dass Peggys Leistungen nachlassen und sie sich nur noch in weite, ihre Figur verbergende, für eine 16-jährige Schülerin untypische Kleidung hüllt. Raton, die heimlich in einer lesbischen Beziehung lebt und durch den früheren Verlust einer Schülerin durch Suizid sensibilisiert ist, stellt Peggy zur Rede und erfährt so von deren Schwangerschaft. Sie sieht das Mädchen in einer Notlage und sucht das Gespräch zu Peggys Eltern. Als Peggy eines Tages der Schule fernbleibt, macht sie sich auf den Weg zum Haus der Cleeks.
Während Peggy nicht in der Schule war, hat Brian nur einen halben Schultag. Er wähnt sich allein und schleicht sich, nachdem er die wilden Hunde der Familie gefüttert hat, in das Verlies und quält die Frau mit einer Zange. Dabei befriedigt er sich selbst, wird jedoch von Peggy erwischt, die ihn bei seiner Mutter verpetzt.
Als es zu einer Aussprache kommen soll, stellt sich Chris auf die Seite seines Sohnes. Als Belle einschreiten will, schlägt er sie zusammen. In diesem Moment klingelt Miss Raton an der Tür. Peggy versucht sie abzuwimmeln, doch Chris lässt sie herein. Als sie ihm von der Schwangerschaft seiner Tochter erzählen will und an seinen Antworten erkennt, dass er der Kindsvater ist, schlägt er sie zusammen und fesselt sie. Danach bringt er sie zusammen mit Brian in den Hundestall und will sie an die Hunde verfüttern. Hierdurch wird dem Leser enthüllt, dass bei den Hunden eine weitere Tochter der Familie in dem Zwinger gehalten wird. Das etwa zehnjährige Mädchen leidet unter Anophthalmie und wurde zeitlebens bei den Hunden im Zwinger gehalten und mit rohem Fleisch gefüttert. Mit der Zeit hat sie jegliche menschlichen Züge verloren. Gemeinsam mit den Hunden tötet und zerfleischt sie die Lehrerin und fängt an sie zu fressen.
Peggy hat von alledem genug und befreit die Frau aus ihrem Gefängnis. Diese tötet zunächst die Mutter der Familie. Anschließend zerteilt sie Brian durch Hiebe mit einer Klinge eines Mähwerks. Schließlich rächt sie sich an Chris, indem sie ihm bei lebendigem Leib das Herz herausreißt und es verspeist.
Peggy versucht mit Darlin’, der jüngsten Tochter der Familie, zu fliehen, bleibt aber verletzt im Wald liegen. Beide werden von der Frau und dem Hundemädchen, das sich ihr angeschlossen hat verfolgt und gestellt. Die Frau lässt Darlin’ vom Blut ihres Vaters kosten. Als sie dies Peggy anbietet, lehnt diese ab. Da die Frau früh bemerkt hat, dass Peggy ein Kind in sich trägt, verschont sie sie und zieht mit Darlin’, den Hunden und der namenlosen anderen Tochter in die Wälder.
Ein ausgedehnter Epilog handelt von dem Drehbuchautor Michael, der einige Monate später mit drei Freunden an der Küste weilt. Hier werden die vier von der Frau und Peggy, die inzwischen ihr Kind entbunden hat und wie die Frau verwildert und unbekleidet mit dieser, den Hunden der Cleefs, der kleinen Darlin’ und Peggys kleinem Sohn in einer Höhle haust, überfallen. Michael wird gefangen genommen, seine drei Begleiter vor seinen Augen von Peggy und der Frau erlegt, ausgeweidet und geschlachtet. Michael wird von den Frauen gefangen gehalten und gezwungen, von dem Fleisch seiner Freunde zu kosten. Später benutzen die Frauen ihn als eine Art Zuchttier, um sich zu schwängern und so ihre Art zu erhalten. Das Buch endet damit, dass sich auch die inzwischen geschlechtsreife Darlin’ ihm nähert.

## Veröffentlichung
Der Roman wurde 2010 bei Leisure Books veröffentlicht.
Die deutschsprachige Übersetzung von Marcel Häußler erschien am 12. Dezember 2011 im Heyne-Verlag.

## Verfilmung
Der Roman wurde 2011 unter der Regie von Lucky McKee mit Pollyanna McIntosh, Sean Bridgers und Lauren Ashley Carter in den Hauptrollen verfilmt. The Woman ist der zweite Teil einer Trilogie aus drei Filmen, die direkte Fortsetzung zu Jack Ketchums Beutegier (2009) und wurde 2019 mit Darlin’ fortgesetzt. Letzterer beruhte nach dem überraschenden Tod Ketchums im Jahr 2018 nicht mehr auf einem seiner Romane.